# Athyrium davidii
Athyrium davidii är en majbräkenväxtart som först beskrevs av Adrien René Franchet, och fick sitt nu gällande namn av Christ. Athyrium davidii ingår i släktet Athyrium och familjen Athyriaceae. Inga underarter finns listade.